# معرض مشكاة التفاعلي
معرض مشكاة التفاعلي للطاقة الذرية والمتجددة هو إحدى مبادرات مدينة الملك عبد الله للطاقة الذرية والمتجددة.
يقع المعرض في مدينة الرياض ويحتوي المعرض على صالة عرض وقاعات تفاعلية ذات تقنية عالية .

## أقسام المعرض
يحتوي المعرض على عدة اقسام :
- مستكشفو الطاقة
- ساحة الطاقة
- ملتقى التزود بالطاقة
- صالة العرض
- مستقبل الطاقة